# Cathy Berberian
Cathy Berberian (4 de julio de 1925 - 6 de marzo de 1983) fue una compositora, mezzosoprano y vocalista estadounidense. Es considerada la mejor y la más popular intérprete de música contemporánea de su tiempo, que rompió los prejuicios de las élites de la música clásica con respecto a la música popular, revelando al mundo la suya propia de entera libertad.

## Biografía
Berberian nació en Attleboro (Massachusetts), de padres armenios, Yervant y Louise Berberian. La mayor de dos hijos, pasó los primeros 12 años de su vida en Attleboro, luego la familia se mudó a la ciudad de Nueva York en 1937, donde se graduó en la Julia Richman High School for Girls de Manhattan. Desde temprana edad, mostró interés en la música y la danza folclórica armenia, así como en la ópera tradicional. Mientras aún estaba en la escuela secundaria, fue directora y solista del Grupo Folclórico Armenio en la ciudad de Nueva York. Durante un tiempo, fue estudiante de pregrado en la Universidad de Nueva York, pero la dejó para tomar clases nocturnas de teatro y música en la Universidad de Columbia, trabajando durante el día para apoyar sus estudios. Continuó estudiando música en París con Marya Freund en 1948, y en 1949 fue a Milán para estudiar canto en el Conservatorio de Milán con Giorgina del Vico. En 1950, recibió una beca Fulbright para continuar sus estudios allí. Ampliando sus estudios como cantante lírica en Milán, conoció al que en un futuro se convertiría en su marido, Luciano Berio, pianista y compositor. Aunque había participado en varias producciones estudiantiles, emisiones de radio y conciertos informales a principios de la década de 1950, debutó formalmente en 1957 en los Incontri Musicali, un festival de música contemporánea en Nápoles. Al año siguiente, su interpretación del Aria de John Cage con Fontana Mix en su estreno mundial la consagró como una de las principales exponentes de la música vocal contemporánea. Su debut en Estados Unidos se produjo en 1960 en el Festival de Música de Tanglewood, donde estrenó Circles del compositor italiano Luciano Berio.
De 1950 a 1964, Berberian estuvo casada con Luciano Berio, a quien conoció cuando estudiaban en el Conservatorio de Milán. Tuvieron una hija, Cristina Berio, nacida en 1953.  Berberian se convirtió en la musa y colaboradora de Berio durante y después de su matrimonio. 

## Trayectoria
Destacó en la interpretación de música de vanguardia, música folclórica de Armenia, The Beatles (singulares arreglos en el estilo barroco para "hacer que nuestros padres gusten de su música") y también sus propias composiciones. Su obra más conocida es Stripsody (1966), en la que explota su técnica vocal usando sonidos de historietas. También compuso una obra para piano, Morsicat(h) (1969). Fue muy destacada su participación en grabación de la ópera L'incoronazione di Poppea de Claudio Monteverdi, dirigida por Nikolaus Harnoncourt. 
Berio deconstruyó su voz en Thema (Omaggio a Joyce) (1958) y le dedicó sus obras Circles (1960), Visage (1961), Sequenza III y Recital I (for Cathy) (1972). Además, Sylvano Bussotti, John Cage, Hans Werner Henze e Ígor Stravinski escribieron obras para su voz.
En 1967, Berberian lanzó un álbum de 12 pistas (grabado en París) compuesto íntegramente por peculiares versiones de estilo barroco de canciones de The Beatles, titulado Beatles Arias. El acompañamiento instrumental fue orquestado para un cuarteto de cuerda clásico o un quinteto de viento, además de clavicémbalo u órgano. Todos los temas fueron arreglados por Guy Boyer, y la mayoría de las canciones lo presentan al clavicémbalo. La ilustración original de la portada estadounidense del álbum (similar al sencillo de The Beatles «Revolution») fue de Roberto Zamarin, mientras que la del Reino Unido fue de Gerald Scarfe. El álbum se reeditó en CD en 2005 con pistas adicionales, incluyendo una entrevista de radio francesa de 1975 y tres pistas en vivo con Berberian interpretando canciones del álbum, grabadas en festivales de música franceses a principios de la década de 1980, con el acompañamiento del compositor y músico italiano Bruno Canino y arreglos del reconocido compositor holandés Louis Andriessen.
Sylvano Bussotti, John Cage, Hans Werner Henze, William Walton, Igor Stravinsky y Anthony Burgess  también compusieron obras para su voz. Aunque Berberian residía en Milán desde sus estudios allí, impartió clases tanto en la Universidad de Vancouver como en la Rheinische Musikschule de Colonia durante la década de 1970. Tras su fallecimiento, Berio compuso Réquies: in memoriam Cathy Berberian, que se estrenó en Lausana el 26 de marzo de 1984.
En la canción "Your Gold Teeth" (Tu diente de oro) de Steely Dan del álbum de 1973 Countdown To Ecstasy se la menciona: 
"Even Cathy Berberian knows/There's one roulade she can't sing."
(Hasta Cathy Berberian sabe/que hay una tonada que ella no puede cantar.)
Berberian también fue traductora. Con Umberto Eco, tradujo al italiano obras de Jules Feiffer y, junto con otros traductores italianos, obras de Woody Allen. Eco y Berberian también colaboraron en otros proyectos, y él la apodó «magnificathy». Este apodo, con una ortografía diferente elegida por la propia Berberian: «magnifiCathy», se utilizó posteriormente como título de uno de sus álbumes más conocidos.

## Muerte
En los últimos años de su vida, Berberian experimentó crecientes problemas de salud y perdió casi por completo la visión. Para poder seguir actuando, aprendió de memoria todo su repertorio. Ávida lectora, la pérdida de la vista fue una gran fuente de frustración para Berberian, quien expresó sentimientos de soledad y depresión. Había ganado peso y desarrollado problemas cardíacos, pero aun así continuó con una ambiciosa agenda de conciertos. El 7 de marzo de 1983, en una transmisión de la RAI Televisión Italiana que conmemoraba el centenario de la muerte de Karl Marx, Berberian había planeado interpretar la versión italiana de «La Internacional» al estilo de Marilyn Monroe. El 5 de marzo, llamó a Luciano Berio para discutir ideas sobre la actuación,  pero falleció al día siguiente de un infarto masivo.
Su cuerpo fue incinerado en Roma y la urna con sus cenizas fue trasladada a Milán, donde el 13 de marzo se celebró una ceremonia en la iglesia armenia de Via Jommelli . Las cenizas se repartieron entre el hermano de Berberian, Ervant, y su hija Cristina, quienes posteriormente las dispersaron en el mar Mediterráneo , frente a la ciudad de Oneglia , junto con orquídeas rosas , la flor favorita de Berberian.
Murió de un sorpresivo infarto en Roma. Iba a cantar al día siguiente La Internacional al estilo de Marilyn Monroe en homenaje al centenario de la muerte de Karl Marx.

## Enlaces relacionados
- Esta obra contiene una traducción parcial derivada de «Cathy Berberian» de Wikipedia en inglés, concretamente de esta versión, publicada por sus editores bajo la Licencia de documentación libre de GNU y la Licencia Creative Commons Atribución-CompartirIgual 4.0 Internacional.

- Página oficial de Berberian
- Cathy Berberian, la mujer de las mil y una voces
- Grabaciones y Composiciones de Berberian en http://www.allmusic.com

- Datos: Q285462
- Multimedia: Cathy Berberian / Q285462